# Гитгарц, Илья Александрович
Илья Александрович Гитгарц (30 марта 1893, Одесса — 3 февраля 1966, Минск) — советский дирижёр и педагог. Заслуженный деятель искусств Белорусской ССР (1955).

## Биография
Окончил Петроградскую консерваторию по классу скрипки (1916) и теории композиции (1918). В 1919—1926 и 1936—1947 в оперных театрах Полтавы, Ленинграда (опера Народного дома, 1922—1926), Москвы (Музыкальный театр имени Немировича-Данченко, 1937—1939), Ташкента, Перми, Самары. В 1926—1930 заведовал музыкальной частью БГТ-2. В 1930—1933 художественный руководитель и главный дирижёр Белорусской студии оперы и балета, в 1933—1936 главный дирижёр и директор, в 1947—1951 дирижёр Государственного театра оперы и балета БССР. пост. С 1947 преподаватель Белорусской консерватории (с 1949 доцент).

### Постановки
- «Кармен» Ж.Бизе (1933)
- «Евгений Онегин» П.Чайковского (1933, 1948)
- «Пиковая дама» П.Чайковского (1931)
- «Черевички» П.Чайковского (1949)
- «Дуброский» Э.Направника (1948)
- «Тоска» Дж. Пуччини (1950)
- «Князь-озеро» В.Золотарёва (1949)